# Calponia
Calponia harrisonfordi es una especie de araña araneomorfa de la familia Caponiidae. Es el único miembro del género monotípico Calponia. Se encuentra en  California.
El nombre de la especie es en reconocimiento al actor Harrison Ford por su actividad en favor del Museo Americano de Historia Natural.